# Dragonas del Instituto Oriente
Dragonas del Instituto Oriente, verkürzt auch als Dragonas de Oriente bezeichnet, ist die Frauenfußballmannschaft des Instituto Oriente, einer Bildungseinrichtung in der Ciudad López Mateos in der Gemeinde Atizapán de Zaragoza im Bundesstaat México.
Ihre Heimspiele absolvieren die Dragonas entweder in der in Atizapán gelegenen Ciudad Deportiva Ana Gabriela Guevara oder im Estadio Hugo Sánchez, das sich nur wenige Kilometer nordöstlich der Ciudad López Mateos in Cuautitlán Izcalli befindet.
Die Dragonas (dt. Drachen) gingen als erster Frauenfußballmeister Mexikos in die Geschichte des mexikanischen Fußballs ein. In der Apertura 2007 gewannen sie die in der Saison 2007/08 erstmals ausgetragene Meisterschaft der Super Liga Femenil de Fútbol. Außerdem gewannen sie das im Anschluss an die Saison ausgetragene Supercupfinale gegen den Sieger der Clausura 2008 (Rückrunde der Saison 2007/08), Reinas del SUEUM de Morelia, mit 1:0 nach Verlängerung im Rückspiel vor eigenem Publikum, nachdem das Hinspiel torlos endete.